# Rick Hahn
Rick Hahn (né le 20 mars 1971 à Winnetka, Illinois, États-Unis) est un ancien directeur-gérant et vice-président senior des White Sox de Chicago, un club de la Ligue majeure de baseball de 2008 à 2023.

## Biographie
Diplômé de l'université du Michigan, de la faculté de droit de Harvard et de la Kellogg School of Management, Rick Hahn travaille deux ans comme agent de joueurs au sein de l'agence Steinberg, Moorad & Dunn de Newport Beach, en Californie, qui représentait quelque 150 athlètes de la NFL, de la NBA et de la MLB.
Il rejoint les White Sox de Chicago de la Ligue majeure de baseball le 28 novembre 2000,. Il est promu au poste d'assistant du directeur-gérant Kenny Williams le 16 février 2002. Au fil des ans, il négocie de nombreux contrats à long terme avec des joueurs importants de l'organisation, tels Paul Konerko et Alexei Ramirez, ainsi que la mise sous contrat de Chris Sale, premier choix de repêchage des White Sox en 2010 et future vedette du club. On accorde aussi à Hahn le crédit d'avoir repéré Bobby Jenks, un lanceur réclamé au ballottage des Angels d'Anaheim en décembre 2004 et qui moins d'un an plus tard lance dans les 4 matchs de la Série mondiale 2005 remportée par les White Sox.
Hahn est longtemps pressenti comme un futur directeur-gérant dans le baseball majeur. En mars 2010, Baseball America estime qu'il est la personnalité la plus susceptible de se trouver bientôt un tel rôle, et Sports Illustrated arrive à la même conclusion en 2011. En 2007, les Pirates de Pittsburgh manifestent leur intérêt mais Hahn choisit de rester chez les White Sox. Après la 2007, Hahn est l'un des candidats au poste de directeur-gérant des Cardinals de Saint-Louis, qui engagent finalement John Mozeliak. Le propriétaire des White Sox, Jerry Reinsdorf, accorde alors à Hahn une généreuse augmentation de salaire pour le convaincre de demeurer à Chicago. En 2008, les White Sox refusent aux Mariners de Seattle l'autorisation de s'entretenir avec Hahn au sujet du poste finalement confié à Jack Zduriencik. Malgré tout, l'intérêt des compétiteurs ne se dément pas : Hahn passe des entretiens d'embauche pour les postes de directeur-gérant des Mets de New York en 2010 et des Angels d'Anaheim en 2011 en plus de refuser cette année-là une invitation des Astros de Houston.
Finalement, la promotion longtemps pressentie se concrétise le 26 octobre 2012 lorsque Kenny Williams devient vice-président exécutif des White Sox de Chicago et que son bras droit depuis tant d'années, Rick Hahn, lui succède comme directeur-gérant de la franchise.
Le 22 août 2023, il est démis de ses fonctions de directeur-gérant des White Sox de Chicago.